# Ongudái
Ongudái (Оҥдой en altái, Онгудай en ruso) es una localidad rusa de la República de Altái. Es el centro administrativo del distrito de Ongudai. Según el censo de 2010, la población ronda los 5676 habitantes entre gente de etnia altái y rusos.
Fue fundada en 1626 y está localizada cerca del río Ursul a 210 km de Gorno-Altaisk, la capital de la república.
- Datos: Q263111
- Multimedia: Onguday / Q263111